# Tim Torn Teutenberg

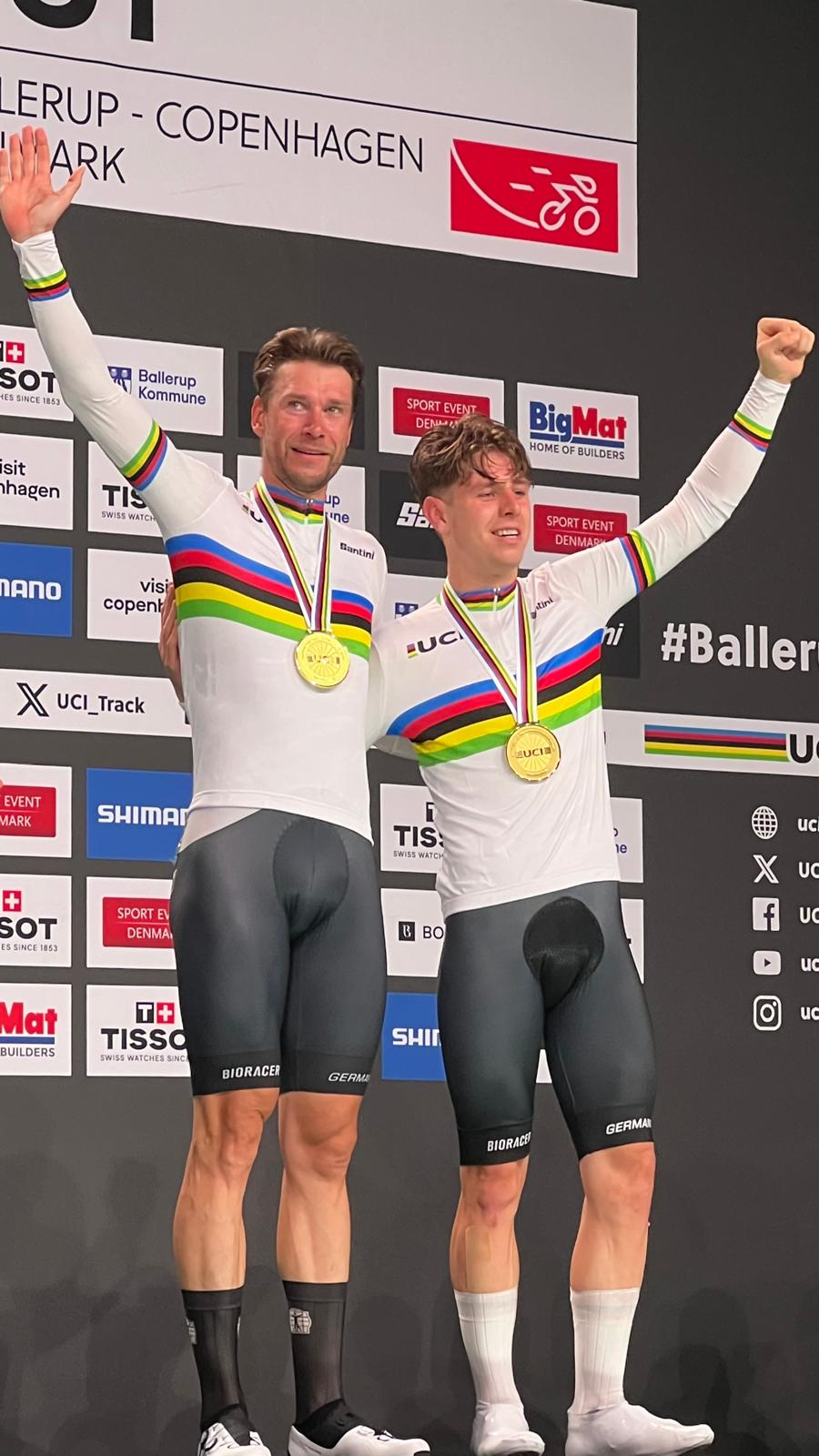
Teutenberg (r.) mit Roger Kluge als Weltmeister im Madison 2024

Tim Torn Teutenberg (* 19. Juni 2002 in Mettmann) ist ein deutscher Radsportler, der Rennen auf Bahn und  Straße bestreitet.

## Sportlicher Werdegang
Seit 2011 ist Tim Torn Teutenberg im Radsport aktiv. 2017 wurde er deutscher Jugend-Meister im Omnium. Seine erste internationale Medaille gewann er 2019 bei den Bahnradsport-Europameisterschaften der Junioren/U23 2019 in Gent, als er den Junioren-Titel im Ausscheidungsfahren errang sowie mit Luca Dreßler Bronze im Zweier-Mannschaftsfahren. Bei den Junioren-Weltmeisterschaften wenige Wochen später in Frankfurt (Oder) holte er Silber im Zweier-Mannschaftsfahren mit Hannes Wilksch. Zudem belegte er bei der Tour de Gironde Rang zwei in der Gesamtwertung der Junioren. Bei den Junioren-Europameisterschaften 2020 gewann er Silber im Omnium sowie mit Benjamin Boos Bronze im Zweier-Mannschaftsfahren.
2021 startete Teutenberg in der Kategorie U23 und gewann bei den Europameisterschaften Silber im Ausscheidungsfahren. Im Herbst dieses Jahres wurde Teutenberg für die Teilnahme an den Bahneuropameisterschaften der Elite im schweizerischen Grenchen nominiert, wo er im Ausscheidungsfahren und im Omnium jeweils Platz fünf belegte und mit Theo Reinhardt Platz sieben im Zweier-Mannschaftsfahren. Wenige Wochen später hatte er seinen ersten Start bei einer Weltmeisterschaft, stürzte aber im Scratch-Rennen des Omniums und brach sich das Schlüsselbein. 2022 errang er Silber im Ausscheidungsfahren bei den U23-Europameisterschaften sowie vier nationale Titel auf der Bahn.
2023 wurde Tim Torn Teutenberg im schweizerischen Grenchen Europameister im Ausscheidungsfahren. Nachdem er 2021 und 2022 auf der Straße für das Luxemburgische UCI Continental Team Leopard Pro Cycling fuhr, wurde er im Zuge einer Teamfusion Mitglied der dänischen Mannschaft Leopard TOGT Pro Cycling, für die er Zweiter der Ronde van Overijssel wurde. Bei den Straßen-Europameisterschaften wurde er Sechster des Straßenrennens der U23. Bei den U23-Bahneuropameisterschaften holte er die Titel in Ausscheidungsfahren und Omnium sowie mit Benjamin Boos Bronze im Zweier-Mannschaftsfahren.
Vom 1. August 2023 an fuhr Teutenberg als Stagiare für das UCI WorldTeam Lidl-Trek und erhielt ab der Saison 2024 einen regulären Vertrag für dessen Development Team Lidl-Trek Future Racing. Für seine neue Mannschaft gewann er 2024 mit der Gesamtwertung der Olympia’s Tour seinen ersten internationalen Elitewettbewerb auf der Straße. Ihm gelang zwar kein Etappensieg, platzierte sich aber auf allen fünf Etappen unter den ersten Sechs und gewann so auch die Punkte- und Nachwuchswertung. Anschließend gewann er das französische Straßenrennen Paris–Roubaix Espoirs im Sprint einer dreiköpfigen Spitzengruppe. Er wurde für die Olympischen Spiele 2024 nominiert, wo er in der Mannschaftsverfolgung und im Omnium antrat. Im Herbst des Jahres 2024 wurde Tim Torn Teutenberg in Kopenhagen gemeinsam mit Roger Kluge Weltmeister im Zweier-Mannschaftsfahren, nachdem er wenige Tage zuvor mit Benjamin Boos, Ben Felix Jochum, Bruno Keßler und Felix Groß die Bronzemedaille in der Mannschaftsverfolgung errungen hatte.
Zur Saison 2025 wechselte Teutenberg das UCI WorldTeam von Lidl-Trek. Im Februar 2025 wurde Teutenberg zum zweiten Mal in seiner Karriere in Heusden-Zolder Europameister im Ausscheidungsfahren, dazu gewann er das Omnium. Im Zweier-Mannschaftsfahren gewann Teutenberg gemeinsam mit Roger Kluge die Silbermedaille.

## Familie
Teutenberg entstammt einer Radsport-Familie: Sein Vater ist Lars Teutenberg, seine Tante Ina-Yoko Teutenberg und sein Onkel Sven Teutenberg. Auch seine drei Jahre ältere Schwester Lea Lin Teutenberg ist als Radrennfahrerin erfolgreich. Sein Großvater Horst (1938–2021) war als Trainer tätig.

## Erfolge

### Bahn
2017
- Deutscher Jugend-Meister – Omnium

2019
- Junioren-Europameister – Ausscheidungsfahren
- Junioren-Europameisterschaft – Zweier-Mannschaftsfahren (mit Luca Dreßler)
- Junioren-Weltmeisterschaft – Zweier-Mannschaftsfahren (mit Hannes Wilksch)
- Deutscher Junioren-Meister – Omnium, Zweier-Mannschaftsfahren (mit Luca Dreßler)

2020
- Junioren-Europameisterschaft – Omnium
- Junioren-Europameisterschaft – Zweier-Mannschaftsfahren (mit Benjamin Boos)

2021
- U23-Europameisterschaft – Ausscheidungsfahren

2022
- Deutscher Meister – Scratch, Ausscheidungsfahren, Punktefahren, Omnium
- U23-Europameisterschaft – Ausscheidungsfahren

2023
- Europameister – Ausscheidungsfahren
- U23-Europameister – Ausscheidungsfahren, Omnium
- U23-Europameisterschaft – Zweier-Mannschaftsfahren (mit Benjamin Boos)
- Deutscher Meister – Omnium

2024
- Weltmeisterschaft – Mannschaftsverfolgung (mit Benjamin Boos, Ben Felix Jochum, Bruno Keßler und Felix Groß)
- Weltmeister – Zweier-Mannschaftsfahren (mit Roger Kluge)
- Deutscher Meister – Omnium

2025
- Europameister – Ausscheidungsfahren, Omnium
- Europameisterschaften – Zweier-Mannschaftsfahren (mit Roger Kluge)
- Deutscher Meister – Derny (hinter Thomas Funck)
- Deutscher Meister – Ausscheidungsfahren, Zweier-Mannschaftsfahren (mit Roger Kluge), Mannschaftsverfolgung (mit Max-David Briese, Tobias Müller, Lucas Liß und Ben Felix Jochum)

### Straße
2019
- Nachwuchswertung Tour de Gironde

2024
- Gesamtwertung, Punktewertung und Nachwuchswertung Olympia’s Tour
- Paris–Roubaix Espoirs